# Tell Tuneinir
Tell Tuneinir (également orthographié Tunaynir ou Touneynir) est un site archéologique du nord-est de la Syrie. Il date du début du troisième millénaire avant J.-C. et présente des signes d'habitation continue jusqu'au début du XVe siècle après J.-C., avec des périodes datant du début de l'Empire byzantin, quand la ville était appelée Thannuris (Thannourios), et pendant la période musulmane ayyoubide.

## Site, historique
Tell Tuneinir se trouve sur la rive orientale de la rivière Khabour, à 15 km au sud-est de Hassaké (Al-Hasakah), et s'étend sur 40 hectares. Il se compose d'un monticule central de 18,2 mètres de haut, entouré par la ville basse.

### Période préhistorique
La première occupation du tell remonte à la période dite « ninivite V », vers 2700 av. J.-C.. Les artéfacts de l'âge du bronze découverts sont notamment différents types de poterie, des outils en os, des figurines d'animaux en argile représentant des moutons, des chèvres et des chevaux, ainsi que deux autres formes en argile, dont l'une a la forme d'un astragule et l'autre la forme d'une robe, ils se rapportent donc aux produits animaux et à la fabrication textile.
La fonction d'exploitation agricole est démontrée et mise en évidence par la présence de tessons décorés représentant des animaux en train de paître. En 2000 avant J.-C., la région connaît un fort dépeuplement, et de nombreux sites n'ont jamais été réoccupés, mais Tell Tuneinir n'est pas affecté par le phénomène, des poteries et un sceau cylindrique découverts sur le site démontrent qu'il reste habité tout au long du deuxième et du premier millénaires avant J.-C.

### Période romaine
Lorsque le Khabur devient la rivière marquant la frontière entre l'Empire romain et son rival l'Empire parthe, au premier siècle avant J.-C., Tell Tuneinir évolue d'une petite localité agricole vers une ville importante. L'ala prima nova Diocletiana, une unité auxiliaire d'archers à cheval locaux, est stationnée dans la région entre Tell Tuneinir, alors nommée Thannuris, et Horaba (actuel Tell Ajaja).
Selon l'historien du VIe siècle Procope de Césarée, il existe deux villes portant le nom de Thannourios. L'empereur byzantin Justinien Ier (régnant en 527-565) décide de fortifier Thannuris, mais la première tentative de ce type échoue, car l'armée byzantine dirigée par Bélisaire est vaincue lors de la bataille de Thannuris par les Perses sassanides. Finalement, les efforts des Byzantins sont couronnés de succès et la ville devient une forteresse redoutable pour protéger la région des raids sassanides. Mais les Perses prennent la forteresse en 587, à un moment où elle était apparemment restée sans défense.

### Période islamique
Au début de la période islamique, Tell Tuneinir devient une petite ville. En 1401, les armées de Tamerlan prennent et détruisent la ville. À l'époque ottomane, les semi-nomades bédouins montent leurs tentes le long du canal Durin, et Tell Tuneinir devient le centre d'imposition de ces nomades. Un bâtiment militaire ottoman et des sépultures sont découverts sur le site.

## Société
À la fin du Moyen Âge, la population de la ville se compose de musulmans parlant arabe et de chrétiens syriaques ; les syriaques manifestent une forte continuité culturelle tout au long de l'ère islamique, des périodes omeyyade et abbasside à la période ayyoubide, ce qui se concrétise avec l'utilisation continue de l'église de la ville depuis le VIe siècle jusqu'au XIIe siècle.

## Fouilles

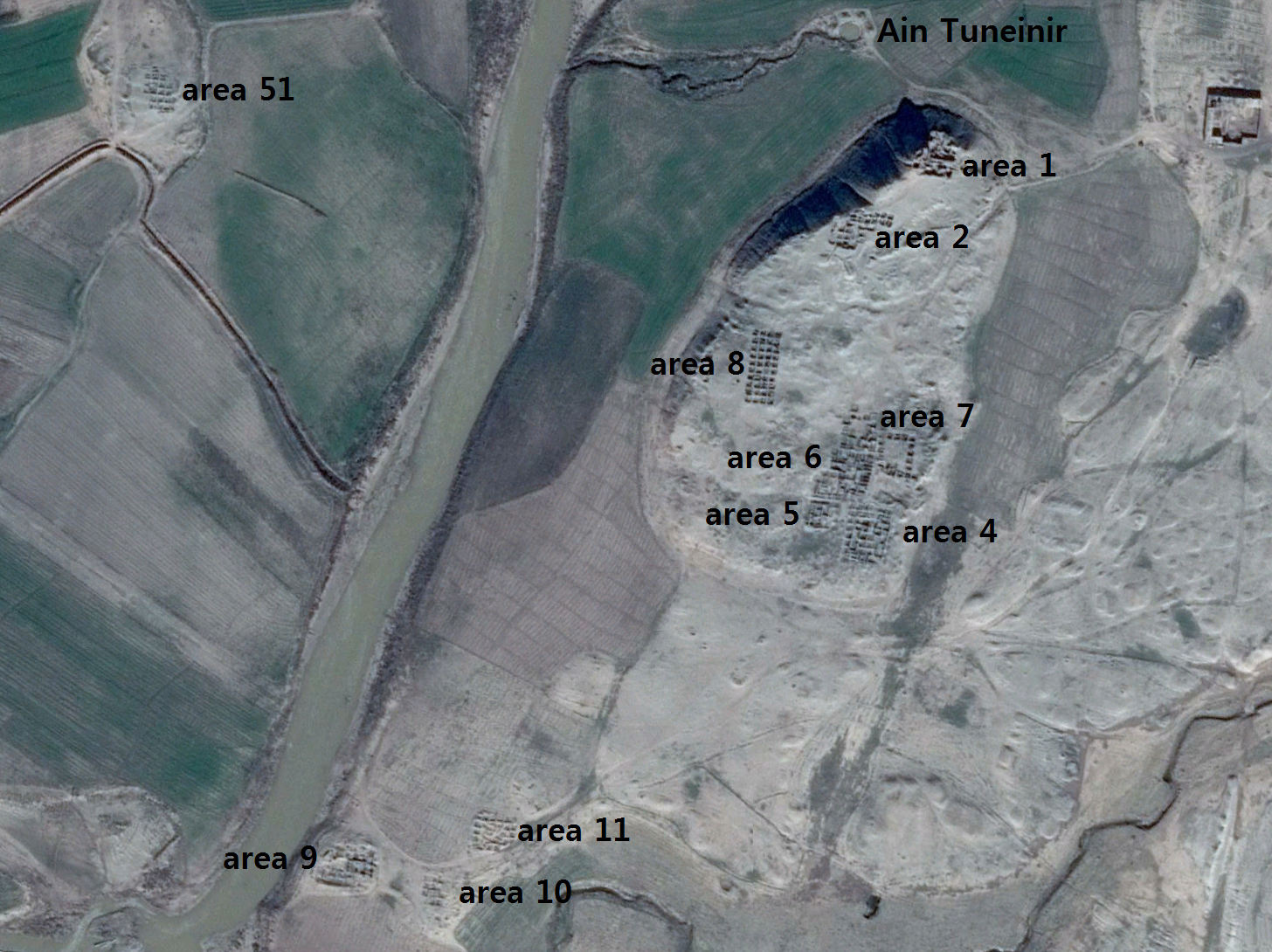
Photo satellite avec l'emplacement des fouilles.

Le Britannique Austen Henry Layard explore le site en 1853 dans le cadre de son étude générale de la vallée du Khabur. Deux autres études sont menées ensuite, la première par Friedrich Sarre et Ernst Herzfeld en 1911, et la deuxième par l'archéologue et jésuite Antoine Poidebard en 1934 ; ces études fournissent des cartes des sites.
En 1977-1978, le site est étudié par Wolfgang Röllig et Hartmut Kühne puis par Jean-Yves Monchambert en 1983 et 1984. Les projets syriens de construction du barrage d'Al-Basil sur le Khabur menacent de nombreux sites archéologiques ; à la demande de la direction générale syrienne des antiquités et des musées, le St. Louis Community College forme une équipe dirigée par Michael et Neathery Fuller pour évaluer le site en 1986.
Les fouilles commencent l'année suivante en 1987. Le barrage est achevé en 1997, d'autres fouilles sont prévues en fonction des précipitations. Le site est fouillé pour la dernière fois en 2004.